# Copa USL 2024
La Copa USL 2024 es la primera temporada de la Copa USL (conocida como Copa USL Jägermeister, por motivo de patrocinio). La competencia está abierta a todos los clubes de la USL League One.

## Formato
La edición 2024 de la Copa USL es un torneo de fútbol profesional celebrado entre equipos de la USL League One.
El presidente de los Richmond Kickers, Rob Ukrop, declaró después del anuncio de la Copa USL que se había invitado a otra liga a participar, pero declinó la oportunidad.

## Cronograma
La Copa USL 2024 se lleva a cabo al mismo tiempo que la temporada 2024 de la USL League One . El torneo comenzará aproximadamente dos meses después de la temporada de la liga y finalizará un mes antes del final de la temporada de la liga y el inicio de los playoffs de la liga.
El calendario de los partidos de la fase de grupos de la Copa USL 2024 se anunció simultáneamente con el calendario de la liga USL League One el 14 de diciembre de 2023.

## Premio
El anuncio de la Copa USL decía que el club ganador recibiría un premio en metálico, pero no especificaba la cantidad.

## Fase de grupos
La fase de grupos se jugará del 27 de abril al 1 de septiembre. Los equipos se dividieron en tres grupos regionales de cuatro equipos: el Grupo Oeste, el Grupo Central y el Grupo Este. Los equipos de cada grupo se enfrentarán dos veces: uno en casa y otro fuera. Cada equipo también jugará contra dos equipos de otros grupos, uno en casa y otro fuera.
Si un equipo gana en el tiempo reglamentario, recibirá tres puntos en la clasificación, mientras que el perdedor recibirá cero. Si el juego está empatado al final del tiempo reglamentario, se producirá una tanda de penaltis; el ganador recibirá dos puntos y el perdedor uno.
El equipo que encabezaba cada grupo llegaba a la fase eliminatoria . De los otros nueve equipos, el que marcaba más goles también llegaba a la fase eliminatoria.

## Grupo Oeste

### Tabla de clasificación
| Equipo                         | PJ | PG | PGPP | PPPP | PP | GF | GC | Dif | Pts | Clasificación 2024          |
| ------------------------------ | -- | -- | ---- | ---- | -- | -- | -- | --- | --- | --------------------------- |
| Northern Colorado Hailstorm FC | 8  | 6  | 1    | 1    | 0  | 22 | 10 | 12  | 21  | Avanzan a Fase eliminatoria |
| Union Omaha                    | 8  | 3  | 2    | 1    | 2  | 16 | 13 | 3   | 14  | Avanzan a Fase eliminatoria |
| Central Valley Fuego FC        | 8  | 1  | 1    | 3    | 3  | 8  | 10 | -2  | 8   |                             |
| Spokane Velocity FC            | 8  | 1  | 0    | 2    | 5  | 9  | 17 | -8  | 5   |                             |

- Fuente= USL League One

- PGPP = Partidos Ganados por penales
- PGPP = Partidos Perdidos por penales

## Grupo Central

### Tabla de clasificación
| Equipo                 | PJ | PG | PGPP | PPPP | PP | GF | GC | Dif | Pts | Clasificación 2024         |
| ---------------------- | -- | -- | ---- | ---- | -- | -- | -- | --- | --- | -------------------------- |
| Forward Madison FC     | 8  | 5  | 1    | 0    | 2  | 10 | 8  | 2   | 17  | Avanza a Fase eliminatoria |
| Lexington SC           | 8  | 4  | 1    | 1    | 2  | 8  | 7  | 1   | 15  |                            |
| Chattanooga Red Wolves | 8  | 3  | 2    | 1    | 2  | 10 | 10 | 0   | 14  |                            |
| Spokane Velocity FC    | 8  | 1  | 1    | 1    | 5  | 10 | 15 | -5  | 6   |                            |

- PGPP = Partidos Ganados por penales
- PGPP = Partidos Perdidos por penales

## Grupo Este

### Tabla de clasificación
| Equipo                 | PJ | PG | PGPP | PPPP | PP | GF | GC | Dif | Pts | Clasificación 2024         |
| ---------------------- | -- | -- | ---- | ---- | -- | -- | -- | --- | --- | -------------------------- |
| Charlotte Independence | 8  | 3  | 1    | 3    | 1  | 11 | 9  | 2   | 14  | Avanza a Fase eliminatoria |
| Greenville Triumph SC  | 8  | 3  | 1    | 1    | 3  | 10 | 8  | 2   | 12  |                            |
| Richmond Kickers       | 8  | 2  | 3    | 0    | 3  | 9  | 11 | -2  | 12  |                            |
| Tormenta FC            | 8  | 0  | 2    | 2    | 4  | 8  | 13 | -5  | 6   |                            |

- PGPP = Partidos Ganados por penales
- PGPP = Partidos Perdidos por penales

## Resultados
| Spokane Velocity FC       | 1:1 (2:4) pen. | Central Valley Fuego FC        | ONE Spokane Stadium  | 27 de abril | 18:00 |
| Greenville Triumph SC     | 1:1 (3:5) pen. | Richmond Kickers               | Paladin Stadium      | 27 de abril | 19:00 |
| South Georgia Tormenta FC | 1:1 (4:5) pen. | Charlotte Independence         | Tormenta Stadium     | 27 de abril | 19:00 |
| Chattanooga Red Wolves SC | 0:1            | One Knoxville SC               | CHI Memorial Stadium | 27 de abril | 19:30 |
| Lexington SC              | 1:0            | Forward Madison FC             | Toyota Stadium       | 28 de abril | 16:00 |
| Union Omaha               | 2:2 (3:2) pen. | Northern Colorado Hailstorm FC | Werner Park          | 1 de mayo   | 19:30 |

| Charlotte Independence    | 1:2            | Forward Madison FC             | American Legion Memorial Stadium | 11 de mayo | 13:00 |
| One Knoxville SC          | 1:5            | Northern Colorado Hailstorm FC | Regal Stadium                    | 11 de mayo | 17:00 |
| Greenville Triumph SC     | 3:2            | South Georgia Tormenta FC      | Paladin Stadium                  | 11 de mayo | 19:00 |
| Lexington SC              | 2:2 (4:1) pen. | Central Valley Fuego FC        | Toyota Stadium                   | 11 de mayo | 19:00 |
| Chattanooga Red Wolves SC | 1:0            | Richmond Kickers               | CHI Memorial Stadium             | 11 de mayo | 19:30 |
| Spokane Velocity FC       | 3:2            | Union Omaha                    | ONE Spokane Stadium              | 11 de mayo | 21:00 |

| Forward Madison FC             | 1:0            | One Knoxville SC        | Breese Stevens Field                            | 25 de mayo | 19:00 |
| Chattanooga Red Wolves SC      | 3:4            | Lexington SC            | CHI Memorial Stadium                            | 25 de mayo | 19:30 |
| South Georgia Tormenta FC      | 1:2            | Richmond Kickers        | Tormenta Stadium                                | 25 de mayo | 19:30 |
| Northern Colorado Hailstorm FC | 2:2 (4:2) pen. | Charlotte Independence  | TicketSmarter Stadium at Future Legends Complex | 25 de mayo | 21:00 |
| Spokane Velocity FC            | 0:0 (5:4) pen. | Greenville Triumph SC   | ONE Spokane Stadium                             | 25 de mayo | 21:00 |
| Union Omaha                    | 0:0 (4:1) pen. | Central Valley Fuego FC | Werner Park                                     | 29 de mayo | 19:30 |

| One Knoxville SC               | 2:0 | Lexington SC            | Regal Stadium                                   | 8 de junio | 19:00 |
| Richmond Kickers               | 0:1 | Charlotte Independence  | City Stadium                                    | 8 de junio | 19:00 |
| Chattanooga Red Wolves SC      | 0:1 | Forward Madison FC      | CHI Memorial Stadium                            | 8 de junio | 19:30 |
| Northern Colorado Hailstorm FC | 4:3 | Central Valley Fuego FC | TicketSmarter Stadium at Future Legends Complex | 8 de junio | 21:00 |
| South Georgia Tormenta FC      | 1:3 | Greenville Triumph SC   | Tormenta Stadium                                | 9 de junio | 19:30 |

| Union Omaha                    | 4:1            | Spokane Velocity FC       | Werner Park                                     | 13 de junio | 20:00 |
| Union Omaha                    | 4:2            | Chattanooga Red Wolves SC | Werner Park                                     | 27 de junio | 20:00 |
| Charlotte Independence         | 2:2 (5:4) pen. | Richmond Kickers          | American Legion Memorial Stadium                | 29 de junio | 19:00 |
| Greenville Triumph SC          | 0:1            | Lexington SC              | Paladin Stadium                                 | 29 de junio | 19:00 |
| One Knoxville SC               | 2:0            | Forward Madison FC        | Regal Stadium                                   | 29 de junio | 19:30 |
| Northern Colorado Hailstorm FC | 3:1            | Spokane Velocity FC       | TicketSmarter Stadium at Future Legends Complex | 29 de junio | 21:00 |
| Central Valley Fuego FC        | 1:1 (5:4) pen. | South Georgia Tormenta FC | Fresno State Soccer Stadium                     | 29 de junio | 22:30 |

| Northern Colorado Hailstorm FC | 2:0            | Union Omaha               | TicketSmarter Stadium at Future Legends Complex | 19 de julio | 21:00 |
| Central Valley Fuego FC        | 1:0            | Spokane Velocity FC       | Fresno State Soccer Stadium                     | 19 de julio | 23:00 |
| Charlotte Independence         | 1:1 (3:2) pen. | South Georgia Tormenta FC | American Legion Memorial Stadium                | 20 de julio | 19:00 |
| One Knoxville SC               | 1:1 (4:3) pen. | Chattanooga Red Wolves SC | Regal Stadium                                   | 20 de julio | 19:00 |
| Richmond Kickers               | 0:2            | Greenville Triumph SC     | City Stadium                                    | 20 de julio | 19:00 |
| Forward Madison FC             | 1:0            | Lexington SC              | Breese Stevens Field                            | 20 de julio | 20:00 |

| Central Valley Fuego FC | 0:1            | Union Omaha                    | Fresno State Soccer Stadium      | 9 de agosto  | 23:00 |
| Charlotte Independence  | 2:1            | Greenville Triumph SC          | American Legion Memorial Stadium | 10 de agosto | 19:00 |
| Lexington SC            | 0:0 (5:3) pen. | One Knoxville SC               | Toyota Stadium                   | 10 de agosto | 19:00 |
| Richmond Kickers        | 1:1 (6:5) pen. | South Georgia Tormenta FC      | City Stadium                     | 10 de agosto | 19:00 |
| Forward Madison FC      | 2:1            | Chattanooga Red Wolves SC      | Breese Stevens Field             | 10 de agosto | 20:00 |
| Spokane Velocity FC     | 1:3            | Northern Colorado Hailstorm FC | ONE Spokane Stadium              | 13 de agosto | 22:00 |

| Richmond Kickers        | 3:2             | Spokane Velocity FC            | City Stadium                | 29 de agosto | 19:00 |
| Forward Madison FC      | 3:3 (5:4) pen.  | Union Omaha                    | Breese Stevens Field        | 29 de agosto | 30:00 |
| Greenville Triumph SC   | 0:1             | Charlotte Independence         | Paladin Stadium             | 30 de agosto | 19:00 |
| Central Valley Fuego FC | 0:1             | Northern Colorado Hailstorm FC | Fresno State Soccer Stadium | 30 de agosto | 22:30 |
| Lexington SC            | 2:2 (10:9) pen. | Chattanooga Red Wolves SC      | Toyota Stadium              | 31 de agosto | 19:00 |

| South Georgia Tormenta FC | 0:1 | One Knoxville SC | Tormenta Stadium | 1 de septiembre | 19:30 |

## Fase eliminatoria
El ganador de cada grupo, así como el equipo que marque más goles en la competición que no gane su grupo, pasará a la fase eliminatoria.
|  | Semifinales | Semifinales                    | Semifinales |                    |       | Final                          | Final | Final |  |
|  |             |                                |             |                    |       |                                |       |       |  |
|  |             |                                |             |                    |       |                                |       |       |  |
|  | O1          | Northern Colorado Hailstorm FC | 2           |                    |       |                                |       |       |  |
|  | O1          | Northern Colorado Hailstorm FC | 2           |                    |       |                                |       |       |  |
|  | O2          | Union Omaha                    | 0           |                    |       |                                |       |       |  |
|  | O2          | Union Omaha                    | 0           |                    | O1    | Northern Colorado Hailstorm FC | 1 (5) |       |  |
|  |             |                                |             |                    | O1    | Northern Colorado Hailstorm FC | 1 (5) |       |  |
|  |             |                                | C1          | Forward Madison FC | 1 (4) |                                |       |       |  |
|  | C1          | Forward Madison FC             | C1          | Forward Madison FC | 1 (4) | 2                              |       |       |  |
|  | C1          | Forward Madison FC             |             |                    |       | 2                              |       |       |  |
|  | E1          | Charlotte Independence         | 1           |                    |       |                                |       |       |  |
|  | E1          | Charlotte Independence         | 1           |                    |       |                                |       |       |  |
|  |             |                                |             |                    |       |                                |       |       |  |

### Semifinales
| 11 de septiembre de 2024 | Forward Madison FC        | 2:1     | Charlotte Independence | Future Legends Complex, Windsor, Colorado                     |                                                               |
| 18:00                    | - Osmond 34' - Chaney 47' | Reporte | - Álvarez 45+2'        | Asistencia: 1 657 espectadores Árbitro(s): Ekaterina Koroleva | Asistencia: 1 657 espectadores Árbitro(s): Ekaterina Koroleva |

| 11 de septiembre de 2024 | Northern Colorado Hailstorm FC | 2:0     | Union Omaha | Breese Stevens Field, Madison, Wisconsin |                                |
| 19:56                    | - Hoard 56' - Rendón 72'       | Reporte |             | Árbitro(s): Joshua Encarnación           | Árbitro(s): Joshua Encarnación |

### Final
| 28 de septiembre de 2024, 19:00 | Northern Colorado Hailstorm FC                   | 1:1 (5:4 p.)               | Forward Madison FC                             | Future Legends Complex, Windsor, Colorado             |                                                       |
|                                 | - Rendón 12'                                     | Reporte                    | - Chaney 9'                                    | Asistencia: 3 550 espectadores Árbitro(s): Greg Dopka | Asistencia: 3 550 espectadores Árbitro(s): Greg Dopka |
|                                 |                                                  | Tiros desde el punto penal |                                                |                                                       |                                                       |
|                                 | - Langlois - Hernández - Powder - García - Hoard |                            | - Boyce - McLaughlin - Mesias - Crull - Chaney |                                                       |                                                       |